# Татарское Маклаково
Татарское Маклаково — село в Спасском районе Нижегородской области России. Административный центр Маклаковского сельсовета. Проживают татары.

## География
Село Татарское Маклаково расположено на юго-востоке региона в лесостепном Правобережье, на реке Чёрная, возле села Русское Маклаково.

## История
Название села можно объяснить, по-видимому, как патроним: «Маклаково» от фамилии владельца земли боярина Маклакова (конец XVII в.) . Иногда происхождение названия населенного пункта возводят к более раннему времени (к 1595 г.), к приходу на место, где развивалась деревня, служилых татар и связывают этот термин с именем также одного из владельцев земли — Богдана Моклокова («А Богдану с тово помесья наша служба служити…»).

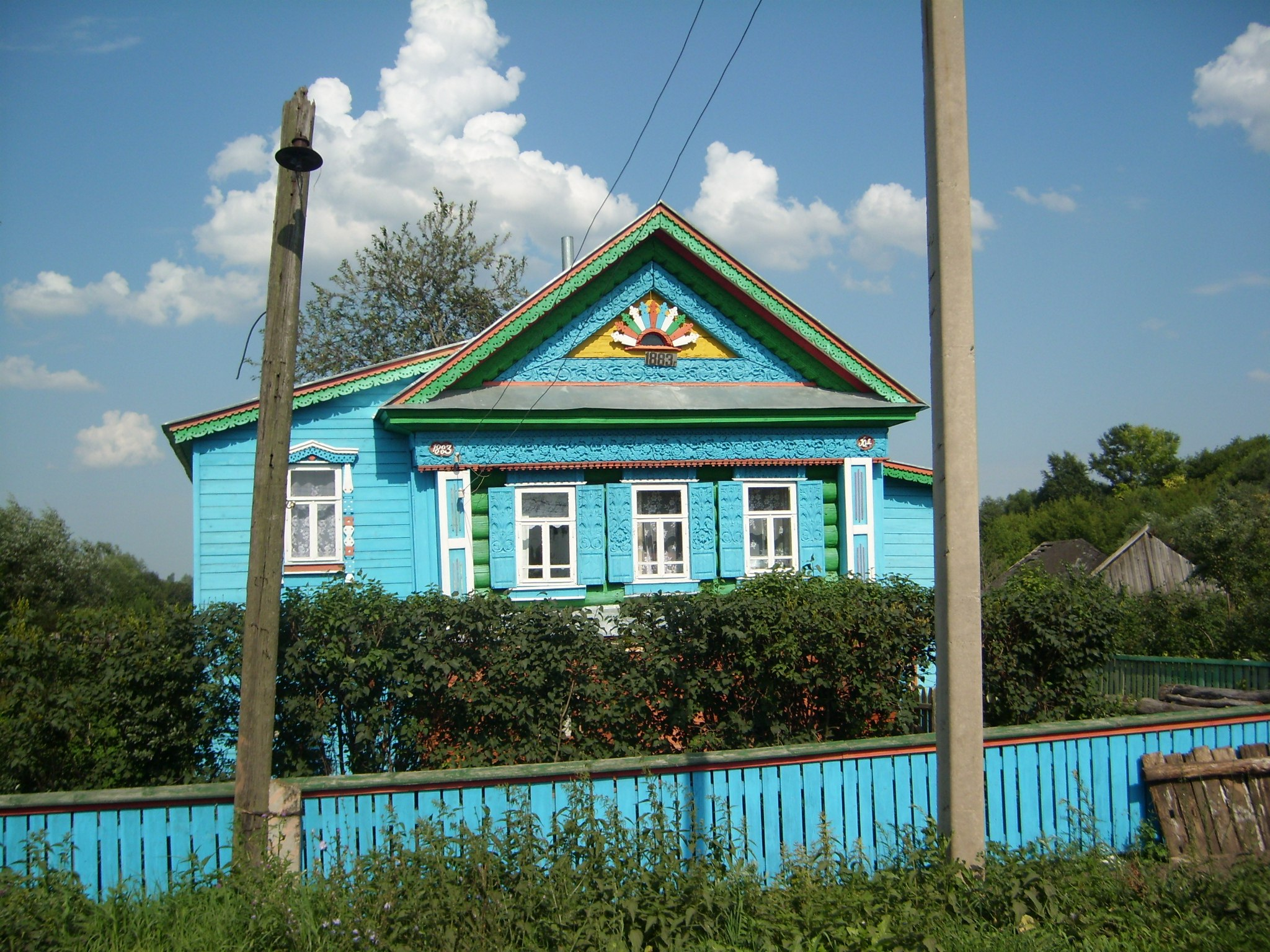
Дом XIX века

## Население
| 2002 | 2010  |
| ---- | ----- |
| 1494 | ↘1059 |

## Инфраструктура
В селе расположены: администрация поселения, отделение Почты России (индекс 606290), Татаромаклаковская средняя школа , универсальный магазин из известной в регионе франшизы "Авокадо" и сельский клуб.

## Транспорт
Село связано с районным центром автобусным маршрутом с заездом в д. Русское Маклаково . Также организован школьный автобус для школьников из соседних татарских деревень (Ищеево, Базлово и Тукай), обучающихся в Татаромаклаковской средней школе.

## Религия
В селе две мечети